# Jamie Bynoe-Gittens
Jamie Jermaine Bynoe-Gittens (London, 2004. augusztus 8. –) barbadosi származású angol labdarúgó, csatár. A Premier League-ben szereplő Chelsea játékosa.

## Pályafutása
A londoni születésű Bynoe-Gittens a helyi Caversham Trents csapatánál kezdte karrierjét, hét éves koráig maradt. Nem sokkal ezután csatlakozott a Readinghez, és a Chelsea-nél is eltöltött egy kis időt, majd visszatért a Readinghez, később a Manchester City-hez csatlakozott.

### Borussia Dortmund
2020 őszén két év Manchesterben töltött év után Németországba igazolt, a dortmundi együtteshez.
Dortmundi pályafutását nem csak a COVID-19 világjárvány hátráltatta, hanem egy szalagszakadás is, ami végett több hónap kihagyásra kényszerült.
A 2021–2022-es szezon azonban sokkal jobb volt Bynoe-Gittens számára; Az UEFA Ifjúsági Ligában nyújtott figyelemre méltó teljesítménye, ahol négy meccsen hat gólt szerzett, köztük kettőt a Manchester United ellen, így behívták Marco Rose első csapatába.
2022. április 8-án Marco Rose nevezte a VfB Stuttgart elleni meccskeretbe a 2021/22-es idényben.
A következő fordulóban csereként debütált hazai környezetben a VfL Wolfsburg elleni 6–1 során az utolsó percekben.
Április 30-án lépett pályára kezdőként 63 percet játszva a VfL Bochum otthonában.

#### 2022/23-as szezon
Az első tétmérkőzését a német kupasorozatban játszotta az 1860 München otthonában, a 3–0-ra megnyert mérkőzésen csereként lépett pályára. Az első bajnoki mérkőzést a második fordulóban játszotta az Freiburg vendégeként, itt szerezte meg felnőtt pályafutása első gólját az 1–3 során.
Augusztus 16-án meghosszabbították aznap lejáró szerződését 2025-nyaráig.
Szeptember 2-án vállsérülést szenvedett az 1899 Hoffenheim ellen a 44. percben.
Legkorábban az újév első mérkőzésén, január 22-én az Augsburg ellen tért vissza, melyen megszerezte idénybeli második gólját.
Február 11-én szerezte harmadik találatát a Werder Bremen otthonában, a 2–0-s mérkőzés nyitógóljánál volt eredményes a 20. fordulóban.
Február 15-én lépett pályára élete első nemzetközi mérkőzésén a Bajnokok Ligájában, a legjobb 16 között a Chelsea elleni 1–0-s odavágón a 79. percben, ezen a héten gólpasszt jegyzett a Hertha elleni 4–1-s győztes bajnokin.

### Chelsea
2025. július 5-én jelentették be, hogy 2032-ig szerződtették a Borussia Dortmund együttesétől. A kivásárlási ára 48,5 millió font volt.

## A válogatottban

### Anglia
Barbadosi származású, többszörös angol korosztályos válogatott, a legkimagaslóbb teljésítményt az U19-es csapattal érte el, amikor megnyerték a 2022-es U19-es Európa-bajnokságot.

## Statisztika
2025. július 8-i állapot szerint
| Klub              | Szezon           | Bajnokság        | Bajnokság | Bajnokság | Kupa  | Kupa  | Ligakupa | Ligakupa | Nemzetközi kupa | Nemzetközi kupa | Egyéb | Egyéb | Összes | Összes |
| Klub              | Szezon           | Liga             | Mérk.     | Gólok     | Mérk. | Gólok | Mérk.    | Gólok    | Mérk.           | Gólok           | Mérk. | Gólok | Mérk.  | Gólok  |
| ----------------- | ---------------- | ---------------- | --------- | --------- | ----- | ----- | -------- | -------- | --------------- | --------------- | ----- | ----- | ------ | ------ |
| Borussia Dortmund | 2021/22          | Bundesliga       | 4         | 0         | —     | —     | —        | —        | —               | —               | —     | —     | 4      | 0      |
| Borussia Dortmund | 2022/23          | Bundesliga       | 15        | 3         | 3     | 0     | —        | —        | 2               | 0               | —     | —     | 20     | 3      |
| Borussia Dortmund | 2023/24          | Bundesliga       | 25        | 1         | 2     | 0     | —        | —        | 7               | 1               | —     | —     | 34     | 2      |
| Borussia Dortmund | 2024/25          | Bundesliga       | 32        | 8         | 2     | 0     | —        | —        | 14              | 4               | 1     | 0     | 49     | 12     |
| Borussia Dortmund | Összesen         | Összesen         | 76        | 12        | 7     | 0     | —        | —        | 23              | 5               | 1     | 0     | 107    | 17     |
| Chelsea           | 2025/26          | Premier League   | 0         | 0         | 0     | 0     | 0        | 0        | 0               | 0               | 0     | 0     | 0      | 0      |
| Chelsea           | Összesen         | Összesen         | 0         | 0         | 0     | 0     | 0        | 0        | 0               | 0               | 0     | 0     | 0      | 0      |
| KARRIER ÖSSZESEN  | KARRIER ÖSSZESEN | KARRIER ÖSSZESEN | 76        | 12        | 7     | 0     | 0        | 0        | 23              | 5               | 1     | 0     | 107    | 17     |

Jegyzetek
1. 1 2 3  Mérkőzése(i) a(z) Bajnokok Ligájában
2. ↑  Mérkőzése(i) a(z) Klubvilágbajnokságon

## Sikerei, díjai

#### Anglia
- U19-es Európa-bajnokság: 2022